# Železník
Železník (allemand : Eisenberg im Scharosch ) est un village de Slovaquie situé dans la région de Prešov.

## Histoire
Première mention écrite du village en 1382.

## Démographie

### Évolution de la population
| Année:               | 1994. | 2004.   | 2014.   | 2024.   |
| -------------------- | ----- | ------- | ------- | ------- |
| Nombre de personnes: | 440   | 465     | 460     | 457     |
| Différence:          |       | +5,68 % | -1,07 % | -0,65 % |

| Année:               | 2023. | 2024.   |
| -------------------- | ----- | ------- |
| Nombre de personnes: | 459   | 457     |
| Différence:          |       | -0,43 % |